# Salis Abdul Samed
Salis Abdul Samed (Accra, 2000. március 26. –) ghánai válogatott labdarúgó, a francia Lens középpályása.

## Pályafutása

### Klubcsapatokban
Samed a ghánai fővárosban, Accrában született. Az ifjúsági pályafutását az elefántcsontparti JMG Akadémia csapatában kezdte.
2019-ben mutatkozott be a JMG Akadémia felnőtt keretében. 2019 és 2021 között a francia másodosztályban szereplő Clermont Foot csapatát erősítette kölcsönben. A lehetőséggel élve, 2021-ben a Clermont Foothoz igazolt. 2022. július 1-jén ötéves szerződést kötött az első osztályú Lens együttesével.
Először a 2022. augusztus 7-ei, Brest ellen 3–2-re megnyert mérkőzésen lépett pályára. Első gólját 2022. augusztus 31-én, a Lorient ellen hazai pályán 5–2-es győzelemmel zárult találkozón szerezte meg.

### A válogatottban
Samed 2022-ben debütált a ghánai válogatottban. Először a 2022. november 17-ei, Svájc ellen 2–0-ra megnyert mérkőzésen lépett pályára.

## Statisztikák
2023. január 7. szerint
| Klub          | Szezon   | Osztály  | Bajnokság | Bajnokság | Kupa  | Kupa | Nemzetközi | Nemzetközi | Összesen | Összesen |
| Klub          | Szezon   | Osztály  | Meccs     | Gól       | Meccs | Gól  | Meccs      | Gól        | Meccs    | Gól      |
| ------------- | -------- | -------- | --------- | --------- | ----- | ---- | ---------- | ---------- | -------- | -------- |
| Clermont Foot | 2019–20  | Ligue 2  | 6         | 0         | 1     | 0    | —          | —          | 7        | 0        |
| Clermont Foot | 2020–21  | Ligue 2  | 6         | 0         | 0     | 0    | —          | —          | 6        | 0        |
| Clermont Foot | 2021–22  | Ligue 1  | 31        | 1         | 0     | 0    | —          | —          | 31       | 1        |
| Clermont Foot | Összesen | Összesen | 43        | 1         | 1     | 0    | 0          | 0          | 44       | 1        |
| Lens          | 2022–23  | Ligue 1  | 17        | 1         | 1     | 0    | —          | —          | 18       | 1        |
| Összesen      | Összesen | Összesen | 60        | 2         | 2     | 0    | 0          | 0          | 62       | 2        |

### A válogatottban
| Válogatott | Év       | Pályára lépés | Gól |
| ---------- | -------- | ------------- | --- |
| Ghána      | 2022     | 4             | 0   |
| Összesen   | Összesen | 4             | 0   |

## Sikerei, díjai
Clermont Foot
- Ligue 2
  - Feljutó (1): 2020–21